# Sonay Kartal
Sonay Kartal (Sidcup, Londen, 28 oktober 2001) is een tennisspeelster uit het Verenigd Koninkrijk. Kartal begon met tennis toen zij zes jaar oud was. Haar favoriete ondergrond is hardcourt. Zij speelt rechtshandig en heeft een tweehandige backhand. Zij is actief in het internationale tennis sinds 2019.

## Loopbaan

### Enkelspel
Kartal debuteerde in 2019 op het ITF-toernooi van Roehampton (VK). Zij stond in 2021 voor het eerst in een finale, op het ITF-toernooi van Antalya (Turkije) – zij verloor van de Spaanse Rosa Vicens Mas. De week erna veroverde Kartal haar eerste titel, op het ITF-toernooi van Antalya (Turkije), door de Hongaarse Amarissa Tóth te verslaan. Tot op heden(augustus 2025) won zij veertien ITF-titels, de meest recente in 2024 in Shrewsbury (Engeland).
In 2022 speelde Kartal voor het eerst op een WTA-hoofdtoernooi, op het gras van Nottingham. Drie weken later had zij haar grandslamdebuut op Wimbledon waarvoor zij een wildcard had gekregen – zij verloor in de eerste ronde van de Nederlandse Lesley Pattinama-Kerkhove.
Op Wimbledon 2024 bereikte Kartal de derde ronde. In september won zij haar eerste WTA-titel, op het toernooi van Monastir – in de finale versloeg zij de Slowaakse Rebecca Šramková. Hiermee trad zij toe tot de top 100 van de wereldranglijst.
In juni 2025 haakte zij nipt aan bij de mondiale top 50.
Haar hoogste notering op de WTA-ranglijst is de 44e plaats, die zij bereikte in juli 2025.

### Dubbelspel
Kartal is weinig actief in het dubbelspel. Zij debuteerde in 2019 op het ITF-toernooi van Roehampton (VK), samen met landgenote Esther Adeshina.
In 2022 had zij haar grandslamdebuut op Wimbledon waarvoor zij een wildcard had gekregen samen met landgenote Nell Miller.

### Tennis in teamverband
In 2025 maakte Kartal deel uit van het Britse Fed Cup-team – zij vergaarde daar een winst/verlies-balans van 2–0.

## Posities op deWTA-ranglijst
Positie per einde seizoen:
| jaar | rang enkelspel | rang dubbelspel |
| ---- | -------------- | --------------- |
| 2019 | –              | 1014            |
| 2020 | –              | 1056            |
| 2021 | 993            | –               |
| 2022 | 198            | 561             |
| 2023 | 235            | –               |
| 2024 | 89             | –               |

## Palmares
| Legenda                 |
| ----------------------- |
| Grandslamtoernooi       |
| Olympische Spelen       |
| Year-End Championships  |
| Premier Mandatory       |
| Premier Five / WTA 1000 |
| Premier / WTA 500       |
| International / WTA 250 |
| Challenger / WTA 125    |

### WTA-finaleplaatsen enkelspel
| nr.              | finale     | toernooi     | ondergrond | tegenstandster   | score    |         |
| ---------------- | ---------- | ------------ | ---------- | ---------------- | -------- | ------- |
| gewonnen finales |            |              |            |                  |          |         |
| 1.               | 2024-09-15 | WTA Monastir | hardcourt  | Rebecca Šramková | 6-3, 7-5 | details |
| verloren finales |            |              |            |                  |          |         |
| geen             |            |              |            |                  |          |         |

## Resultaten grandslamtoernooien
| Legenda | Legenda                          |
| ------- | -------------------------------- |
| g.t.    | geen toernooi gehouden           |
| l.c.    | lagere categorie                 |
| –       | niet deelgenomen                 |
| G       | uitgeschakeld in de groepsfase   |
| 1R      | uitgeschakeld in de eerste ronde |
| 2R      | uitgeschakeld in de tweede ronde |
| 3R      | uitgeschakeld in de derde ronde  |
| 4R      | uitgeschakeld in de vierde ronde |
| KF      | uitgeschakeld in de kwartfinale  |
| HF      | uitgeschakeld in de halve finale |
| F       | de finale verloren               |
| W       | het toernooi gewonnen            |
| w-v     | winst/verlies-balans             |

### Enkelspel
| toernooi        | 2022 | 2023 | 2024 | 2025 |
| --------------- | ---- | ---- | ---- | ---- |
| Australian Open | –    | –    | –    | 1R   |
| Roland Garros   | –    | –    | –    | 2R   |
| Wimbledon       | 1R   | 1R   | 3R   | 4R   |
| US Open         | –    | –    | –    |      |

### Vrouwendubbelspel
| toernooi        | 2022 |    | 2025 |
| --------------- | ---- | -- | ---- |
| Australian Open | –    | –  |      |
| Roland Garros   | –    | 2R |      |
| Wimbledon       | 1R   | 2R |      |
| US Open         | –    |    |      |